# Pismis 24-1
Pismis 24-1 es un sistema estelar masivo en la constelación del Escorpión. Es el miembro más brillante del cúmulo abierto Pismis 24, situado dentro de la nebulosa NGC 6357. Se estima que su distancia al sistema solar es de unos 2,5 kiloparsecs (algo más de 8000 años luz). Junto a Trumpler 14, Pismis 24-1 es el lugar con la mayor densidad de estrellas «súper-masivas» dentro de los 3 kiloparsecs más cercanos al Sol.
Pismis 24-1 es cuando menos una estrella binaria, como se ha observado recientemente por la cámara ACS del telescopio espacial Hubble.
La primera de las componentes, Pismis 24-1SW (HD 319718A / CD-34 11671A / LSS 4142A), es una estrella de magnitud aparente +10,43 y tipo O4 III(f+), aunque aparece en la base de datos SIMBAD como gigante azul de tipo espectral O7 III. La otra componente, Pismis 24-1NE (HD 319718B / CD-34 11671B / Pismis 24-17), es igualmente una estrella azul de magnitud +11,4 y espectro O3.5 If* (catalogada como O3 III en la base de datos SIMBAD). A su vez, esta última es una binaria espectroscópica, por lo que el sistema consta de un mínimo de tres componentes. Inicialmente se pensó que Pismis 24-1 era una única estrella con una magnitud absoluta de -7,3 y una magnitud bolométrica de -11,8, por lo que hubiera estado entre las estrellas más luminosas de nuestra galaxia.
Las masas estimadas para la edad cero en la secuencia principal son 96 ± 10 masas solares para Pismis 24-1SW, y 97 ± 10 masas solares para Pismis 24-1NE. Aun siendo estrellas enormemente masivas, estos valores se hallan por debajo del límite de 150 masas solares, considerado el límite superior de masa para una estrella. Pueden tener una edad inferior a 1 millón de años.